# GMAT
研究生管理科入学考试（英語：Graduate Management Admission Test，縮寫為GMAT，/ˈdʒiːmæt/ JEE-mat）是一项专门用于测试商学院申请学生能力的标准化考试，重点在于测试应试者在一般商务环境中的理解，分析和表达能力。考试在全球110多个国家中安全、标准的特约考试中心举行，采用英语作為語言介面，早期採用書面筆試，但近年来改使用计算机以難度適性出題的方式进行。雖然原本是針對美国各商學院入學的審核而制訂的測驗，但今日包括欧洲與亚太地区在內超过83个国家、1500所商学院、5,400种专业都要求申请人提供有效的GMAT成绩，特别是对于MBA、金融硕士、会计硕士等学位的申请人。
2012年6月5日，研究生管理科入学委员会（GMAC）公布了考试中的整合推理部分，旨在测试考生在不同形式与多重资料下的分析数据能力。GMAC也持续进行统计研究以确保考试能准确反映申请人在商学院未来的学习情况。根据卡普兰考试培训公司（Kaplan Test Prep）的调查，虽然GRE考试已经被商学院接受，但GMAT依然是MBA申请人的第一选择。

## 历史
1953年，由9个商学院代表组成的“研究生管理科入学委员会”（GMAC）组成，以建立一项便于商学院评估申请人能力的标准化考试。在考试推出的第一年，只有约2000名应试者，目前每年GMAT考试为25万人次以上。考试最初被54所学校使用，如今却由全世界1,500所学校的5,400专业项目所采纳。2005年底以前，GMAT考试由GMAC全部委托非營利法人機構教育考試服務中心（ETS）举办。2006年起，GMAC采用ACT公司设计考题，而由Pearson Vue公司提供考试服务。

## 形式与计时
GMAT考试包括四部分：分析性写作、综合推理、计量部分和词汇部分。考试时间为三个半小时，但是若计入休息的话，实际时间约为四小时。考生应花30分钟完成分析性写作、另30分钟完成12道综合分析题，62分钟做计量部分31道题、另65分钟做词汇部分36道题。
| 部分       | 时长 | 题数 |
| ---------- | ---- | ---- |
| 分析性写作 | 30   | N/A  |
| 综合推理   | 30   | 12   |
| 计量       | 62   | 31   |
| 词汇       | 65   | 36   |

GMAT的计量与词汇部分都是机考选择题，并根据考生的答题水平做出调节。在计量与词汇部分的开始，考生会被给予中等难度的问题。如果回答正确，计算机会提高问题难度；反之亦然。这种调节会一直伴随着整个答题过程，直到该部分结束。计算机会根据考生水準即时做出评价，并给出每部分的原始分值。

### 计量部分
GMAT计量部分考查计量推理、解题、分析图形数据、分析信息等能力。计算器不得在这部分考试上使用。考生必须笔算、用橡皮修改、或使用考场提供的绘图稿纸。题目考查范围包括算数、代数、几何；题型有两种：解题、补充数据。该部分值为0-60、虽然报告分值为11-51。
解题部分考查计量推理与解题能力。数据补充则是GMAT的独家题型，考查对计量的分析与理解、确认信息是否有意义、确定信息在何时能满足解题需求、何时不足以为解题提供足够数据。

### 词汇部分
GMAT的词汇部分考查标准英语的阅读理解、推理、论题分析、改错。题型大致为阅读理解、批判性推理、句子改错题。分值为0-60，虽然报告分值仅为11-51。
阅读理解的段落可长可短，有的是一小段文章、有的是一大段文章、有的则是由几个小段落组成。阅读材料来源于社会科学、历史、自然科学、商业领域(市场、经济、人力资源管理，等)阅读理解后有一些问题，要求考生做出解释、应用、预测。这部分考查如下能力：
- 理解文章中的字与句。
- 理解文章中重点与概念之间的逻辑关系。
- 从文章中的实例与陈述中做出推论。
- 理解并追溯文字材料中的计量概念与变化。
- 理解作者在论述中的观点。

批判性推理题旨在考查推理能力，涉及辩论、分析论题、涉及或评价行动计划。题目来源广泛。该部分考查如下能力：
- 设立论点。
- 评价论点。
- 设计并评价行动计划。

句子改错题要求考生确定给定句子是否存在错误；若有，则给出最好的改正方案。

### 综合推理
综合推理部分是2012年6月新加入的新题型，旨在考查多种资料中各种形式的数据分析能力。综合推理所考查的能力被认为是当今新生应具备的能力，全球740多所管理机构对此表示认可。综合推理部分由12道题组成(每道题又由分为几部分)，有四种形式：图表解析、双向分析、报表解析、多重资料推理。综合推理分值为1-8。和分析性写作一样，这部分成绩从计量与词汇部分剥离，单独进行汇报。综合推理与分析性写作部分不计入GMAT总分。
在报表解析部分，考生被给予一份可归类的数据报表，类似电子制表软件。每道题都有一些陈述以及是非选项(即真/假，是/否)，考生需点击选择正确答案。图表解析题考查对图形数据的解析。每道题都有填空设问和下拉菜单；考生需做出正确选择。多重资料推理题则附带两到三份信息资料。考生需查看相关信息，后者包含文字、图像、报表，回答传统的选择题，或是非题。双向分析题则有两个解析的组合。可能的答案被呈现在报表格式中，每栏都有其中一组合，以及可能的选项。考生需要为每个栏选择相应的选项。

### 分析性写作
分析性写作由一道30分钟的作文题组成，要求考生对论点进行分析，指出论点背后的推理逻辑，并对其进行批判。论文会被打出两个独立分数，其平均数为考生的写作成绩。分数之一是计算机打分，另一个则是GMAC的审阅在对计算机打分不知情的情况下进行评价。自动计分程序会检查50中语法结构、语言特点，包括观点的组织、语言应用、论点分析。如果两个计分相差超过1分，另一位资深审阅会进行最后决断。
分析性写作部分分值为1 (最低) 到 6 (最高)分，以0.5分为一个增量(0分代表无法阅读、明显跑题、或交白卷)。
1. 论文有明显缺陷。
2. 论文存在瑕疵。
3. 论文水平有限。
4. 论文相对合理。
5. 论文观点严密。
6. 论文十分优秀。

### 总成绩
GMAT总分值为200-800，为计量与词汇部分成绩的总和(分析性写作与综合推理部分不计入总成绩，而是单独汇报)。分值的增量为10分(即540, 550, 560, 570,等)。就最近GMAC公布的数据，所有考生的GMAT平均分为540。考生成绩越高，他们在GMAT上所展示的水平越高。商学院会看重申请人的成绩，因为它会影响到学生的录取。院校GMAT平均分越高，通常意味着它会越严谨苛刻。
成绩分布呈钟形曲线，标准差约为100点，意味着68%的考生成绩在400到600分之间。最终成绩不单是根据考生回答的最后问题而得出的(即问题的难易程度随着计算机的调整而做出改变)。分数的算法相对复杂。考生可能会在中途答错问题，而计算机则将其记为异常。如果考生在开头就答错题，这并不意味着他会跌到低谷。
过去五年内所有分数与取消的成绩都会显示在考生的成绩单上，在过去三次考试及相应的成绩取消也会记录在成绩单上。

## 注册与备考
考生可以通过mba.com 进行GMAT的网上注册，或是致电临近的考试中心。考生应当在某一指定的考试中心进行预约。GMAT不允许在16天之内进行第二次考试，无论成绩是否被取消。官方GMAT备考资料可以从mba.com网店或第三方商家获得。考试费用为US $250。考生常使用GMAT官方以及第三方备考资料、在线网络资源等进行备考。也有不少考生参加第三方GMAT辅导班进行备考。

## 脚注
1. ↑  . The Graduate Management Admission Council (GMAC).   [2013-07-22]. （原始内容存档于2012-05-29）.
2. ↑  .   [2013-07-22]. （原始内容存档于2013-07-15）.
3. ↑  . Graduate Management Admission Council(GMAC).   [2013-07-22]. （原始内容存档于2013-08-11）.
4. ↑  . Poets and Quants.   [2013-07-22]. （原始内容存档于2013-10-16）.
5. ↑  . Graduate Management Admission Council(GMAC).   [2013-07-22]. （原始内容存档于2012-07-29）.
6. ↑  . 13 December 2012  [2013-07-22]. （原始内容存档于2013-06-03）.
7. 1 2  . Graduate Management Admission Council.   [2013-07-22]. （原始内容存档于2012-05-04）.
8. ↑  . New York Times.   [2013-07-22]. （原始内容存档于2013-06-15）.
9. 1 2  Lawrence, Rudner.  (PDF). GMAC.   [25 June 2012]. （原始内容存档 (PDF)于2013-06-21）.
10. 1 2 3  .   [2013-07-22]. （原始内容存档于2013-07-16）.
11. 1 2  . Business Week.   [2013-07-23]. （原始内容存档于2013-09-05）.
12. ↑  . Graduate Management Admission Council (GMAC).   [2013-07-23]. （原始内容存档于2013-08-11）.
13. ↑  . Graduate Management Admission Council (GMAC).   [2013-07-23]. （原始内容存档于2013-08-06）.
14. ↑  . Graduate Management Admission Council(GMAC).   [2013-07-23]. （原始内容存档于2013-07-20）.
15. ↑  .   [2013-07-23]. （原始内容存档于2013-07-19）.